# Vizeminister
Ein Vizeminister oder stellvertretender Minister ist ein Politiker und/oder Beamter.

## Allgemeines
In einem Ministerium ist der Staatssekretär oder Vizeminister der Stellvertreter des Ministers als Leiter der Behörde. In bundesdeutschen Sprachgebrauch unterscheidet man im Allgemeinen, dass der Staatssekretär ein Beamter, der Minister – und damit auch der Vizeminister – ein beauftragter Politiker ist. Andererseits gibt es in Deutschland auch parlamentarische Staatssekretäre, die stets Politiker sind. Für andere Staaten gilt das nicht unbedingt.
Das öffentliche Recht differenziert in allgemeine und spezielle (auf einzelne Agenden des Portefeuilles bezogene) Stellvertretung sowie in ständige oder nur temporäre Stellvertretung (bei Verhinderung des Ministers).

## Bundesrepublik Deutschland
Die Funktion eines Vize- oder stellvertretenden Ministers gibt es nicht. Stellvertreter des Ministers sind die Parlamentarischen Staatssekretäre und die Staatssekretäre im Beamtenverhältnis.

## Deutsche Demokratische Republik
In der DDR hatte jedes Ministerium in der Regel mehrere stellvertretende Minister. Ihre Funktion entsprach in etwa der eines Abteilungsleiters in einem bundesdeutschen Ministerium.

## Litauen
Viceministras ist ein Beamter des politischen (persönlichen) Vertrauens des Ministers. Er wird vom Minister ernannt und entlassen. Im verfassungsrechtlichen Sinne vertritt er den Minister nicht. Nur ein anderer Minister darf den Minister vertreten. Damit entspricht er einem Kabinettschef.
Die Position wurde 1996 eingeführt. Bis zu dieser Zeit gab es pirmasis ministro pavaduotojas (‚Erster Stellvertreter des Ministers‘) und ministro pavaduotojas (‚Stellvertreter des Ministers‘).

## Namibia
In Namibia gibt es in fast allen Ministerien einen (manchmal auch zwei, selten drei) Vizeminister als Vertreter der Minister. Sie sind Teil der namibischen Regierung.

## Österreich
Staatssekretäre werden wie Minister bei der Regierungsbildung bestellt (sind also Politiker), gehören aber formell nicht der Bundesregierung an. Sie sind dem jeweiligen Regierungsmitglied weisungsgebunden.

## Russland
Vizeminister ist eine Person des persönlichen Vertrauens des Ministers (in etwa Kabinettschef). Es gibt Первый заместитель Министра (‚Erster Stellvertreter des Ministers‘) und Статс-секретарь — заместитель Министра (‚Staatssekretär – Stellvertreter des Ministers‘).

## Schweiz
Angehörige des Schweizer Bundesrates vertreten sich untereinander, nach einem zuvor festgelegten Schema.

## Vereinigte Staaten
Stellvertretende Minister in den USA heißen Deputy Secretary. Der nächstniedrige Rang Under Secretary entspricht dem dt. Staatssekretär und der Assistant Secretary einem Abteilungsleiter (anders als der Interwiki-Link hier suggeriert).
- Das Außenministerium hat als einziges zwei Vizeminister: den Vizeaußenminister der Vereinigten Staaten und (seit 2000) den
- Deputy Secretary of State for Management and Resources
- United States Deputy Secretary of Defense
- United States Deputy Secretary of Energy and Environment
- United States Deputy Secretary of Health and Human Services
- United States Deputy Secretary of Housing and Urban Development
- United States Deputy Secretary of the Treasury